# Samra (rapper)
Samra, pseudonimo di Hussein Akkouche (in arabo حسين عكوش‎?; Berlino, 15 gennaio 1995), è un rapper tedesco.

## Biografia
Di origini libanesi, è salito al grande pubblico attraverso la hit Für euch alle, che ha raggiunto il vertice delle Offizielle Deutsche Charts e che è rimasta in classifica per 15 settimane. Ha in seguito inciso svariati singoli e collaborazioni, riuscendo ad ottenere 3 520 000 unità combinate certificate in brani dalla Bundesverband Musikindustrie e dalla IFPI Austria.
Nel 2019 è stato messo in commercio per mezzo della Urban, parte dell'Universal, l'album Berlin lebt 2, realizzato con Capital Bra, che ha fatto il proprio ingresso in vetta alle graduatorie di Germania, Austria e Svizzera. Per aver totalizzato 100 000 unità in suolo tedesco è stato certificato oro dalla BVMI. Anche il secondo disco Jibrail & Iblis è riuscito a duplicare i risultati conquistati dall'album precedente, poiché anch'esso si è collocato al numero uno nelle Offizielle Deutsche Charts, nella Ö3 Austria Top 40 e nella Schweizer Hitparade. Nell'arco di tre anni ha conseguito trentanove entrate nella top ten della graduatoria dei singoli nazionale.

## Discografia

### Album in studio
- 2020 – Jibrail & Iblis
- 2021 – Rohdiamant

### Album collaborativi
- 2019 – Berlin lebt 2 (con Capital Bra)
- 2022 – Cataleya Ed1tion (con Anonym e Bojan)

### EP
- 2019 – Travolta
- 2023 – Dunja EP

### Singoli
- 2016 – Lila
- 2017 – Die Eins (feat. Anonym)
- 2017 – Criminal
- 2018 – Rohdiamant
- 2018 – Roadrunner
- 2018 – Cataleya
- 2019 – Wir ticken (con Capital Bra)
- 2019 – Ya salame (con Luciano)
- 2019 – Ghetto (con Capital Bra, Brudi030 e Kalazh44)
- 2019 – Wieder Lila (con Capital Bra)
- 2019 – Marlboro rot
- 2019 – Royal Rumble (con Kalazh44, Nimo, Luciano e Capital Bra)
- 2019 – Tilidin (con Capital Bra)
- 2019 – Zombie (con Capital Bra)
- 2019 – Colt
- 2019 – 95 BPM
- 2020 – Zu Ende (con Elif)
- 2020 – Mon ami
- 2020 – Schüsse im Regen
- 2020 – 100k Cash (con Capital Bra)
- 2020 – 6 Uhr
- 2020 – Berlin (con Capital Bra)
- 2020 – 45 (con Jalil)
- 2020 – Calle (con Dú Maroc)
- 2020 – Unbekannt (con Bozza)
- 2020 – Miskin
- 2020 – 24 Stunden
- 2020 – Criminel (con Lune)
- 2020 – Lebst du noch
- 2020 – Al qu damm (con Bozza)
- 2020 – Mama
- 2020 – Rohdiamant II
- 2020 – Kennst du das?!
- 2020 – Gestern nix heute Star (con Play69)
- 2020 – Hyänen (con Vega)
- 2020 – Lost (con Topic42)
- 2021 – Goldjunge
- 2021 – SMS
- 2021 – Augen überall (con Ano)
- 2021 – Diebe
- 2021 – Leere Hände (con Santos e Sido)
- 2021 – Lila (con Kida)
- 2021 – Paradies (con Bojan)
- 2021 – Ich bin weg (BoroBoro) (con Topic42 feat. Arash)
- 2021 – Raffaelo (con Bojan)
- 2021 – Canada Goose
- 2021 – Ghetto Gemälde (con Anonym)
- 2021 – Shockstarre
- 2021 – Draufgängerjunge
- 2021 – Pourquoi (con Lune)
- 2022 – Avantgarde (con Brudi030 e Kontra K)
- 2022 – MVP (con Anonym e Bojan)
- 2022 – When I Die (con Anonym e Bojan)
- 2022 – Mein Herz
- 2022 – Money on My Mind (con Anonym e Bojan)
- 2022 – LV
- 2022 – Seele (con Anonym e Bojan)
- 2022 – Eismond
- 2022 – Amin
- 2022 – Kiss Me (con Topic42)
- 2022 – Dieses Leben...
- 2022 – Augen wieder rot
- 2022 – Undercover
- 2022 – Valium (con 1986zig)
- 2022 – Penthousedach
- 2022 – 6 Minuten (con Alies)
- 2022 – Regen (con Joel Brandenstein)
- 2022 – Weiss nicht wie (con AK Ausserkontrolle)
- 2022 – Macht (con AK Ausserkontrolle)
- 2023 – Weiße Orchideen
- 2023 – Portrait (con Damar)
- 2023 – 1995
- 2023 – Ich liebe dich (con Sido)
- 2023 – Wichtig (con Sergen)
- 2023 – Karma (con Mero)
- 2023 – Gute Frauen lieben schlechte Männer (con PA Sports)
- 2023 – Müde
- 2023 – 3 Kugeln (con Alies)
- 2023 – Ghettokidz (con Bojan)
- 2023 – Copyright (con Anonym e Alpa Gun)
- 2023 – Platin (con KC Rebell)
- 2023 – Ghetto (con Azad e Olexesh)
- 2023 – Günah (con Anonym e Summer Cem)
- 2023 – Kein Morgen
- 2023 – 19 Stufen (con Sanna)
- 2023 – Zanka (con Accaoui e Lacrim)
- 2023 – Easy Go (con Dardan)
- 2024 – Geständnis
- 2024 – Feuer über Deutschland
- 2024 – Weg nach oben
- 2024 – Alles schon geschrieben
- 2024 – Blockjunge
- 2024 – Ya habibi
- 2024 – Nie wieder (con Caney030)
- 2024 – Es tut mir leid
- 2024 – Fremder (con Liaze)
- 2024 – Wenn du mich siehst
- 2024 – Nasser Asphalt
- 2024 – Pechschwarzer Rauch (con Takt32)
- 2025 – Schwerste Tage
- 2025 – Aufgewachsen in Berlin (con Ngee)
- 2025 – Ungebrochen
- 2025 – Asozialer Araber
- 2025 – Roll durch Berlin (con Kolja Goldstein)
- 2025 – Bei Nacht